# HWB Verkehrsgesellschaft
Die Hochwaldbahn Verkehrsgesellschaft (HWB Verkehrsgesellschaft mbH) war ein Eisenbahnverkehrsunternehmen (EVU) aus Hermeskeil im Hunsrück, das im nationalen Güter- und Personenverkehr tätig war. Die HWB Verkehrsgesellschaft mbH war zudem Miteigentümerin der Ende 2010 aufgelösten Sächsisch-Böhmischen Eisenbahngesellschaft mbH (SBE), die bis dahin öffentlichen Schienenpersonennahverkehr in Sachsen und Tschechien betrieb. Das Unternehmen war vorrangig im Schienengüterverkehr deutschlandweit tätig. Hinzu kamen Bauzugleistungen und touristische Fahrten mit Schienenbussen auf der Hunsrückquerbahn unter dem Namen „Saar-Hunsrück Express“. Im Jahr 2012 musste das Unternehmen aufgrund finanzieller Schwierigkeiten Insolvenz beantragen.

## Saar-Hunsrück Express
Diese Touristikbahn verkehrte im Zeitraum 2009 bis 2013 auf der Hunsrückquerbahn im inzwischen stillgelegten Abschnitt zwischen Morbach und Büchenbeuren sowie auf einem Teilstück der ehemaligen Hochwaldbahn. Das Angebot wurde in diesem Zeitraum von insgesamt 40.000 Fahrgästen genutzt. Der inzwischen von der Heinrichsmeyer Eisenbahndienstleistungen UG betriebene Saar-Hunsrück Express bietet weiterhin Charterfahrten an.

## Infrastruktur
Die HWB Verkehrsgesellschaft mbH gehörte zur HWB Hochwaldbahn Gruppe, zu der auch das Eisenbahninfrastrukturunternehmen HEB Hunsrück Eisenbahninfrastruktur GmbH gehört, das folgende Strecken bis zu deren Rückgabe Ende Dezember 2014 an DB Netz betrieb:
- Streckenabschnitt Hermeskeil – Morbach – Büchenbeuren der Hunsrückquerbahn Langenlonsheim - Hermeskeil:
  - Der stillgelegte Abschnitt von Hermeskeil bis Morbach wurde im August 2008 von DB Netz angepachtet und bis zur Sperrung im Dezember 2009 als Baugleis betrieben;
  - Der östlich anschließende Abschnitt von Morbach bis Büchenbeuren wurde ebenfalls im August 2008 von DB Netz angepachtet und seit April 2009 als öffentliche Eisenbahninfrastruktur betrieben. Am 31. Dezember 2013 erfolgte die betriebliche Sperrung und am 17. Oktober 2014 die Stilllegung.
- Die 23 Kilometer lange Bahnstrecke Hermeskeil – Türkismühle wurde als Reststück der einst unternehmensnamensgebenden Hochwaldbahn im Oktober 2003 vom Verein Hunsrückbahn e.V. angepachtet und unterbrechungsfrei bis zur Übergabe an die HEB am 31. August 2012 betrieben. Sie wurde am 17. Oktober 2014 stillgelegt.